# زلزال جاوا 2006
زلزال جاوا 2006 حدث في 27 مايو 2006 في المحيط الهندي في جنوب الجنوب الغربي لمدينة يوجيكارتا في أندونيسيا في الجهة الجنوبية لجزيرة جاوا وحسب تقديرات المركز الأمريكي فأن مركز الزلزال يقع تقريبا 37 كلم جنوب يوجياكارتا و 33 كلم تحت قاع البحر. وقدر عدد القتلى حسب الإحصاءات الرسمية أكثر من 5,782 قتيل. واندونيسيا تقع تحت ما يسمى الحزام الناري الذي يعتبر ناشطا تكتونيا وفيه الصفائح التكتونية الضخمة تتحرك وتنزلق ببطء أعلى أو تحت الصفائح الأخرى وهو الذي يؤدي إلى حدوث الزلازل. وساد الخوف بين الأهالي من حدوث موجة تسونامي.

## صور

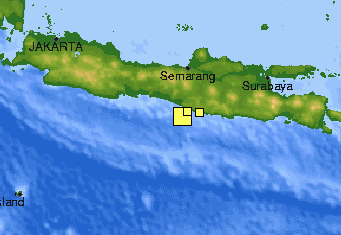
موقع الزلزال
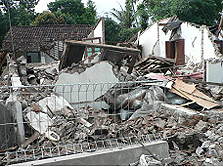
بيوت مدمرة في كلاتين بفعل الزلزال
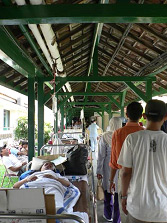
جرحى يتلقون العلاج بمستشفى في يوجياكارتا